# Haranahalli, Hassan
Haranahalli là một làng thuộc tehsil Hassan, huyện Hassan, bang Karnataka, Ấn Độ.